# Налоговая система Мальты
Налоговая система Мальты — система налогов и сборов, установленных в Республике Мальта, а также совокупность принципов, форм и методов их взимания.

## Международные соглашения в сфере налогообложения
У Мальты заключены международные соглашения об избежании двойного налогообложения со следующими странами: Албания, Австралия, Австрия, Барбадос, Бельгия, Болгария, Канада, КНР, Хорватия, Кипр, Чехия, Дания, Египет, Эстония, Финляндия, Франция, Германия, Венгрия, Индия, Италия, Южная Корея, Латвия, Ливан, Ливия, Люксембург, Малайзия, Нидерланды, Норвегия, Пакистан, Польша, Португалия, Румыния, Словакия, Словения, ЮАР, Швеция, Швейцария, Сирия, Тунис, Великобритания, США и Россией.